# Lion Gardiner
Lion Gardiner (* 1599 in England; † 1663 in East Hampton in New York) war ein englischer Offizier, Ingenieur und früher Siedler auf Long Island. Er erwarb die nach ihm benannte Insel Gardiners Island, die sich bis heute im Familienbesitz befindet.

## Biografie
Lion Gardiner wurde 1599 in England geboren. Über die frühen Jahre existieren keine Informationen. Die ersten schriftlichen Aufzeichnungen gibt es aus den Niederlanden, wo Gardiner als 30-jähriger englischer Offizier und Ingenieur in Diensten des Prinzen von Oranien stand. Hier erwarb er sich seinen Ruf als Spezialist für den Festungsbau. Aufgrund dieser Eigenschaft engagierten ihn die Verantwortlichen der späteren Kolonie Connecticut. Gardiner und seine niederländische Frau Marrigje Duercant kamen im November 1635 in Massachusetts an. Im April 1636 zogen sie mit einer kleinen Gruppe englischer Kolonisten an die Mündung des Connecticut Rivers, ein Gebiet, das zu dieser Zeit von Weißen noch völlig unbewohnt war. Hier ließ Leutnant Gardiner Fort Saybrook errichten, während außerhalb der Befestigungen Farmen und Wohnhäuser für die Siedler entstanden.

### Der Pequot-Krieg

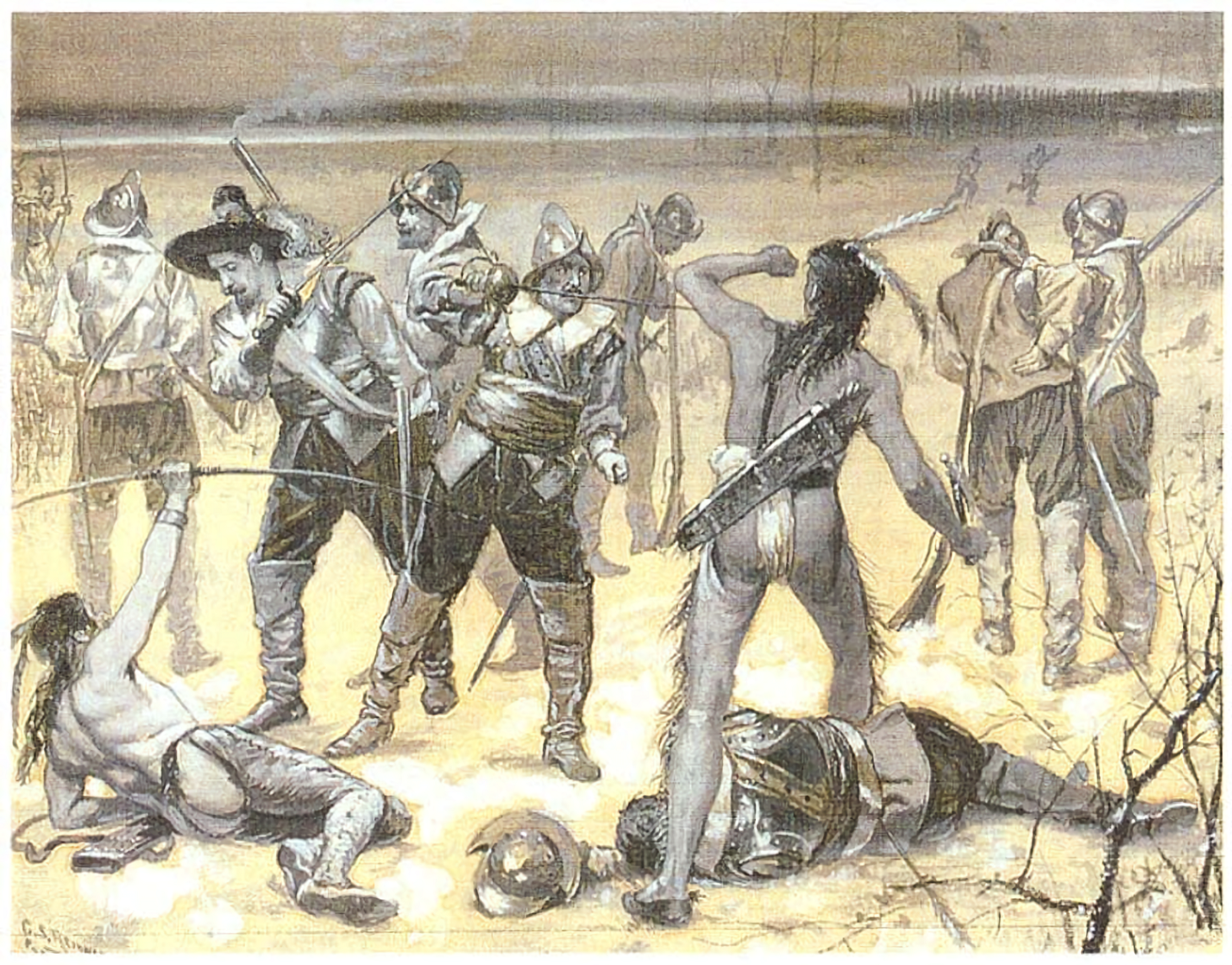
Lion Gardiner im Pequot-Krieg von Charles Stanley Reinhart (um 1890 gemalt)

Mehrere Zwischenfälle hatten sich zwischen den Pequot und Siedlern ereignet, bevor im Sommer 1636 ein Bostoner Händler  von einigen Narraganset auf Block Island getötet wurde. Dies wurde als Anlass für den Pequot-Krieg (1636–1637) genommen. Im April 1637 hatten Indianer vom Stamm der Pequot als Vergeltung für vorherige Massaker englische Siedlungen am Connecticut River angegriffen und 30 Kolonisten getötet. Daraufhin erklärte die englische Führung in Hartford den Indianern den Krieg. In einem Brief an die Verantwortlichen in Connecticut lehnte Gardiner den Krieg ab, denn an diesem abgelegenen Ort musste er um das Leben seiner Familie und der wenigen Kolonisten fürchten. Gardiners Protest blieb allerdings erfolglos. Im Mai zog eine kleine Armee von 90 Soldaten unter der Führung von Captain John Mason und Captain John Underhill von Hartford aus nach Süden und machte Station in Fort Saybrook.
Gardiner holte seine Familie und die Kolonisten zum Schutz ins Innere der Festungswälle. Aus Gardiners späterem Bericht geht hervor, dass einige Soldaten von den Pequot verschleppt, gefoltert und getötet wurden. Nach mehreren Zwischenfällen wurde die Besatzung des Forts um 80 Mann verstärkt und die Engländer füllten ihre Truppe mit Kriegern der Mohegan auf, traditionellen Feinden der Pequot. Die Soldaten bereiteten sich zum Angriff auf das nahegelegene Pequot-Fort am Mystic River vor. Der Angriff erfolgte am 25. Mai 1637, das Pequot-Fort wurde von den Belagerern umstellt und in Brand geschossen. Die fliehenden Einwohner wurden in die Flammen zurückgetrieben. Der Bericht Gardiners über das Mystic-Massaker ist überliefert:
... und Gott segnete ihr Vorhaben und ihre Wege, so dass sie mit einem Sieg zum Ruhm Gottes und zur Ehre unserer Nation heimkehrten. Sie töteten 300, brannten ihr Fort nieder und machten viele Gefangene.
Captain Underhills Bericht dagegen, der 1639 in London veröffentlicht wurde, sprach von 1.000 toten Pequot, dreimal mehr als Gardiners Schätzung. Laut Aussagen von Historikern jagten und töteten englische Soldaten monatelang flüchtende Pequot. Im Jahr 1637 wurde nahezu der gesamte Stamm der Pequot ausgelöscht, Historiker sprachen später von einem Ausrottungskrieg.

### Wyandanch

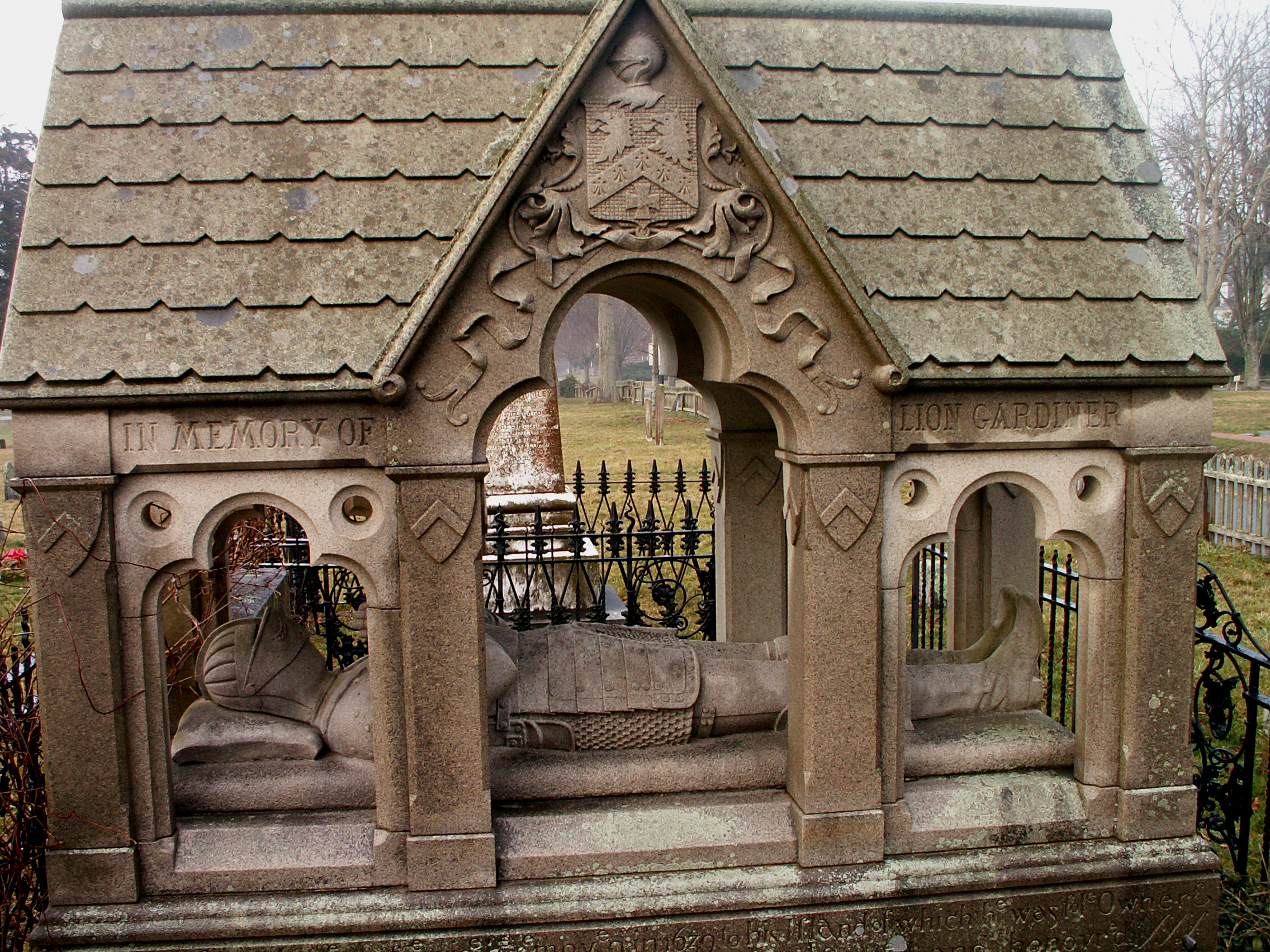
Lion Gardiners Grab in East Hampton

Nach dem Krieg änderte sich Gardiners Leben entscheidend, als der Montaukett Wyandanch von Long Island kommend Fort Saybrook besuchte. Gardiner schrieb darüber in seinem Bericht:
Drei Tage nach dem Kampf kam Waiandance (Wyandanch), der Bruder des Sachems von Long Island ... Er wollte wissen, warum wir auf alle Indianer zornig seien. Ich antwortete: „Nein, nur auf solche, die Engländer getötet haben. Du solltest alle Pequot töten, die zu dir kommen - als Beweis schickst du mir ihre Köpfe.“ ... er fuhr zurück und sandte mir fünf Köpfe.
Damit begann die Freundschaft zwischen Lion Gardiner und Sachem Wyandanch. Zwei Jahre später, im Mai 1639, war Gardiners Dienstzeit in Connecticut zu Ende und er erwarb die Insel Manchonat von den Montaukett, die später Gardiners Island genannt wurde. Die Insel hat eine Größe von rund 13 km² und der Kaufpreis bestand aus Kleidungsstücken, einem Gewehr, Pulver und einem großen schwarzen Hund. Für die Indianer, die aus ihrer Kultur weder Landbesitz noch Landverkauf (wie er in Europa praktiziert wurde) kannten, entsprach das Geschäft eher einem Teilhabervertrag. Der Kaufvertrag ist erhalten und trägt die Unterschrift Gardiners und das Zeichen eines Sachems der Montaukett. Kurz nach dem Umzug auf die Insel wurde Gardiners Tochter Elizabeth geboren.
Gardiners Kauf der Insel, die er zunächst Isle of Wight nannte, wäre ohne Zustimmung von Wyandanch nicht möglich gewesen. Sein Volk, die Montaukett, hatten unter der Herrschaft der Pequot gelitten und waren Gardiner dankbar, dass die Engländer ihre gemeinsamen Feinde vernichtet hatten.
Im Frühling 1653 überfiel eine Gruppe von Niantic Wyandanchs Dorf bei Montauk Point und tötete mehr als 30 Montaukett. Unter den Gefangenen war auch des Sachems Tochter. Gardiner fuhr nach Rhode Island, um das Mädchen gegen ein Lösegeld zu befreien. Die Freundschaft zwischen dem Indianer und dem Engländer scheint aufrichtig gewesen zu sein. Sie offenbarte sich von der Seite Wyandanchs auf Urkunden, in denen die Montaukett große Teile ihres traditionellen Landes an Gardiner verkauften. Hier erscheinen häufig die Darstellungen eines Indianers und eines Engländers. Eine dieser Urkunden bezieht sich auf ein großes Stück Land, auf dem sich heute die Stadt Smithtown befindet, das Wyandanch an Gardiner übertrug, als seine Tochter nach Montauk zurückkehrte. Gardiner wurde mit nahezu 400 km² der größte Landeigner in Long Islands Geschichte. Eine Serie von Pockenepidemien suchte die Montaukett in den späten 1650er Jahren derart heim, dass schließlich nur ein Drittel des Stammes überlebte. Nach dem Tod Wyandanchs im Jahr 1659 zogen die wenigen Montaukett in die Nähe von East Hampton und standen dort unter dem Schutz von Captain Gardiner und Reverend Thomas James.
Im Jahr 1660 schrieb Gardiner seinen Bericht über den Pequot-Krieg mit dem Titel Relation of the Pequot Warres (Erzählung über den Pequotkrieg). Der Text war lange verschollen, bis er 1809 wiederentdeckt und 1833 veröffentlicht wurde.
Lion Gardiner starb 1663 im Alter von 64 Jahren und wurde in East Hampton beerdigt.